# Ubasute

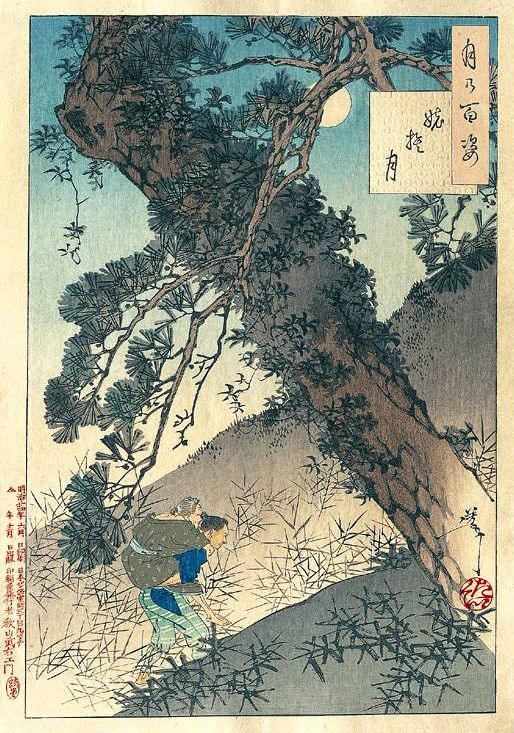
Ubasute no tsuki (La Lune d'Ubasute), par Yoshitoshi

Ubasute (姥捨て, « abandonner une vieille femme »), aussi appelée obasute et parfois oyasute (親捨て, « abandonner un parent »), est une pratique mythique de géronticide au Japon.

## Description
Ubasute est au Japon une pratique consistant à porter un infirme ou un parent âgé sur une montagne, ou un autre endroit éloigné et désolé, pour le laisser mourir. D'après l'Encyclopédie illustrée du Japon de Kodansha, ubasute « est l'objet d'une légende, mais […] ne semble jamais avoir été une coutume répandue ».

## Folklore
Ubasute a marqué le folklore japonais, il est à la base de beaucoup de légendes, poèmes et kōan. Dans une allégorie bouddhiste, un fils porte sa mère sur une montagne sur son dos. Pendant le trajet, elle tend les bras, attrape les brindilles et les éparpille sur leur passage, pour que son fils puisse retrouver le chemin du retour.
Un poème raconte cette histoire[réf. souhaitée] :
Aux confins des montagnes,

Pour qui la vieille mère cassait-elle

Une brindille après l'autre ?

Sans se soucier d'elle-même

Elle l'a fait

Pour le bien de son fils

## Lieux
Le mont Ubasute (姨捨山, Ubasute-yama) est le nom commun du mont Kamuriki (en) (冠着山, Kamuriki-yama), une montagne de 1 252 m de hauteur à Chikuma, préfecture de Nagano,. On y trouve à proximité la gare Obasute (姨捨駅, Obasute eki).
D'après la légende, la forêt d'Aokigahara au pied du Mont Fuji était autrefois un de ces endroits, dont sa réputation de lieu de suicide serait née.

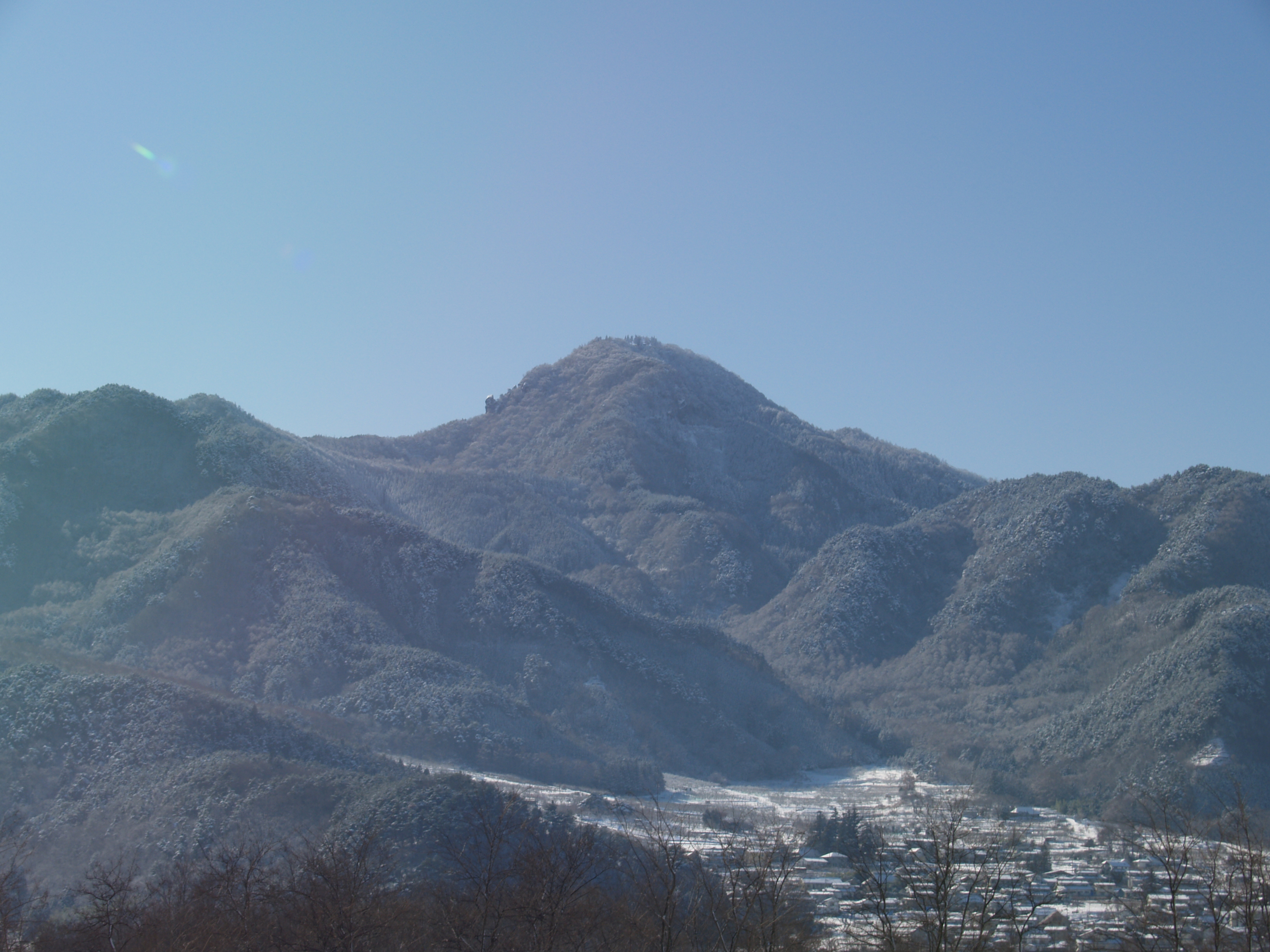
Mont Kamuriki, dit Ubasute, vu du pont Kamuriki
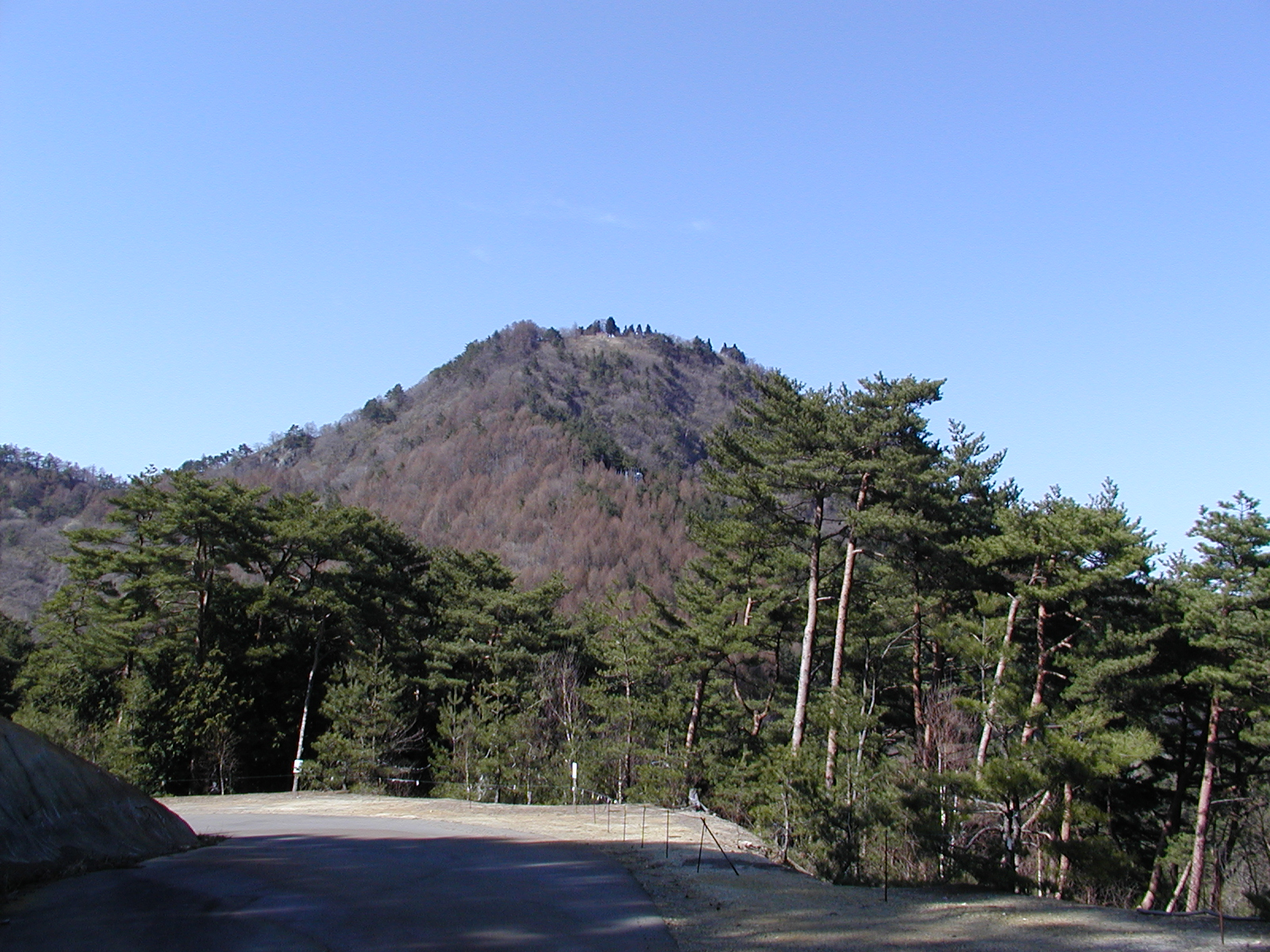
Sommet du mont Kamuriki, dit Ubasute

## Dans la culture populaire

### Au Japon
La pratique de l'ubasute est longuement explorée dans le roman japonais La Ballade de Narayama (1956) de Shichirō Fukazawa. Le roman a inspiré trois films : La Ballade de Narayama (1958) de Keisuke Kinoshita, Goryeojang (1963) du réalisateur coréen Kim Ki-young, et La Ballade de Narayama de Shohei Imamura qui a remporté la Palme d'Or en 1983.
L'épisode 19 de la série animée Folktales from Japan (en) décrit ce conte.

### À l'étranger
Dans la littérature, The Old Law, une tragicomédie du XVIIe siècle écrite par Thomas Middleton, William Rowley et le roman dystopique de 1982 de Philip Massinger et Anthony Trollope, The Fixed Period explorent également le concept d’ubasute dans un contexte occidental. Les personnages du roman de Christopher Buckley Boomsday (2007) présentent le concept d'ubasute comme un stratagème politique visant à éviter l'insolvabilité de la sécurité sociale alors que de plus en plus de la population américaine vieillissante atteint l'âge de la retraite, mettant en colère la droite religieuse et les baby-boomers.
Le concept d'ubasute constitue la base du scénario de l'épisode « La Moitié d'une vie » de la saison 4 de Star Trek : La Nouvelle Génération.
La pratique est décrite en détail dans l'épisode 305 de l'émission radiophonique américaine Radiolab « Mortalité ». L'ubasute apparaît parfois comme une métaphore du traitement réservé aux personnes âgées par le Japon contemporain, où les taux de suicide sont supérieurs à la moyenne.
Dans le tome 31 d'Usagi Yojimbo, la dernière histoire traite d'ubasute. Il est question pour un fils d'emmener sa mère sur une montagne. Là où il a déjà déposé son père 6 mois auparavant à cause de la famine qui frappe la région.